# Бук (Меховський повіт)
Бук (пол. Buk) — село в Польщі, у гміні Ґолча Меховського повіту Малопольського воєводства.
Населення — 248 осіб (2011).
У 1975-1998 роках село належало до Краківського воєводства.

## Демографія
Демографічна структура станом на 31 березня 2011 року:
|          | Загалом | Допрацездатний вік | Працездатний вік | Постпрацездатний вік |
| -------- | ------- | ------------------ | ---------------- | -------------------- |
| Чоловіки | 136     | 28                 | 87               | 21                   |
| Жінки    | 112     | 18                 | 60               | 34                   |
| Разом    | 248     | 46                 | 147              | 55                   |